# Cabacés
Cabacés település Spanyolországban, Tarragona tartományban. Cabacés Margalef, La Morera de Montsant, La Vilella Alta, La Vilella Baixa, La Figuera, La Torre de l’Espanyol, Vinebre, La Palma d'Ebre és La Bisbal de Montsant községekkel határos. Lakosainak száma 302 fő (2024).

## Népesség
A település népessége az elmúlt években az alábbi módon változott:
| Lakosok száma | 314  | 973  | 707  | 523  | 364  | 339  | 345  | 326  | 298  | 302  |
|               | 1717 | 1887 | 1936 | 1960 | 1986 | 2004 | 2009 | 2014 | 2019 | 2024 |